# ハロースキーダイヤル
ハロースキーダイヤルは、青森放送ラジオで、12月から3月にかけての降雪期に朝に放送しているラジオ番組である。2020年度までは日曜日の放送は無かった。

## 概要
当番組は、降雪期（大方12月から翌年3月）に朝のワイド番組内に内包される形で放送される。県内13スキー場の天候と積雪及び気温、ゲレンデの状況やリフトの運行状況を伝え、その内、1ヶ所のスキー場は電話で生出演する。日曜版はスキー場からの電話出演はなく、青森放送のスタジオから各スキー場の天候と情報を伝えるのみとなっている。
番組内のBGMは、2009年度までは｢ヨーデル風｣のものだったが、2010年度のみは普通のものに変更され、2011年度は「ヨーデル」をアレンジしたのが流れる。スポンサーは、青森県スキー場協会。

## 放送時間
2023年10月～
- 平日：9:02 - 9:07（朝わい!くりっぷ内）
- 土曜：9:20 - 9:25（2006年度から、麻生しおりの土曜はキュン内）
なお、上記放送時間は2006年度からのスポット番宣上の放送時間であり、実際には数分程度前後の変動がある。また、スポット番宣上の放送時間は5分だが、5分を超える場合もある。
- 日曜：9:55 - 10:00

過去
- 土曜：8:55 - 9:00（2005年度まで、平日と同じ。サタデー夢ラジオ内、放送時間短縮に伴い、放送時間が移動。）
- 平日：8:55 - 9:00後に9:05 - 9:10（今日も!あさぷり内）

## その他
- 2012年1月28日の放送は、途中9時22分ころに岩手県沖を震源とする地震[1]発生により、地震情報を放送した為、約10分後の9時31分から再度放送した。